# Louis Persinger
Louis Persinger   (Rochester, 11 de febrer de 1887 - Nova York, 31 de desembre de 1966) fou un violinista i director d'orquestra estatunidenc.

## Biografia
Louis Persinger va estudiar al Conservatori de Leipzig on fou deixeble de Hans Becker, abans de treballar amb Eugène Ysaÿe a Brussel·les. Estudià després a França amb Jacques Thibaud durant dos estius. Esdevingué director de la Filharmònica de Berlín i de l'Orquestra de l'Òpera Reial Opera a Brussel·les. El 1915 va ser designat com a director i assistant conductor de l'Orquestra Simfònica de San Francisco. El va succeir després a Leopold Auer a l'Escola Juilliard de Nova York el 1930.
Se'l coneix sobretot pel fet d'haver estat el professor de diversos violinistes que amb el temps serien famosos. També va acompanyar Ricci al piano durant molts concerts i enregistraments.

## Alumnes
- Dorothy DeLay,
- Yehudi Menuhin,
- Ruggiero Ricci,
- Isaac Stern,
- Camilla Wicks,
- Almita Vamos,
- Fredell Lack,
- Guila Bustabo,
- Arnold Eidus,
- Donald Erickson,
- Zvi Zeitlin,
- Leonard Posner,
- Louise Behrend.